# Бестовје
Бестовје је насељено место у саставу Града Света Недеља у Загребачкој жупанији, Хрватска. До територијалне реорганизације у Хрватској налазило се у саставу старе загребачке приградске општине Самобор.

## Становништво
На попису становништва 2011. године, Бестовје је имало 2.402 становника.

## Попис1991.
На попису становништва 1991. године, насељено место Бестовје је имало 1.900 становника, следећег националног састава:
| Попис 1991.‍   | Попис 1991.‍  | Попис 1991.‍ | Попис 1991.‍ | Попис 1991.‍ |
| ------------- | ------------ | ----------- | ----------- | ----------- |
|               |              |             |             |             |
| Хрвати        | Хрвати       |             | 1.773       | 93,31%      |
| Срби          | Срби         |             | 20          | 1,05%       |
| Југословени   | Југословени  |             | 8           | 0,42%       |
| Словенци      | Словенци     |             | 8           | 0,42%       |
| Муслимани     | Муслимани    |             | 6           | 0,31%       |
| Мађари        | Мађари       |             | 3           | 0,15%       |
| Немци         | Немци        |             | 2           | 0,10%       |
| Албанци       | Албанци      |             | 1           | 0,05%       |
| Македонци     | Македонци    |             | 1           | 0,05%       |
| Русини        | Русини       |             | 1           | 0,05%       |
| Словаци       | Словаци      |             | 1           | 0,05%       |
| неопредељени  | неопредељени |             | 31          | 1,63%       |
| непознато     | непознато    |             | 45          | 2,36%       |
| укупно: 1.900 |              |             |             |             |